# Félicien Hitimana
Félicien Hitimana, né le 14 avril 1958 à Goma en République démocratique du Congo, est juriste et homme politique congolais.

## Biographie
Me Félicien Hitimana est originaire de la Chefferie de Bwisha dans le territoire de Rutshuru au Nord-Kivu. Il est licencié en droit de l'Université de Kinshasa depuis 1986. Il a d'abord travaillé à la Sidérurgie de Maluku avant d'entreprendre une carrière dans la magistrature en RDC. Il a été successivement Procureur de la République à Isiro et à Kisangani; Substitut du Procureur Général à Kisangani et à Goma.
Il a rejoint le Rassemblement congolais pour la démocratie (RCD) en 1999, d'abord comme conseiller juridique au Département des Mines et de l'Énergie, ensuite en 2000, comme chef adjoint du département de l'Administration du Territoire, Sécurité et Renseignements. À ce titre, il a été membre de l'équipe du RCD dans le processus des négociations inter-congolaises. Il a également été coprésident de la Commission mixte MONUC - RCD et Rapporteur Général du Dialogue inter Kivutien organisé à Bukavu du 22 au 25 septembre 2001. Il participe à une mission d'enquête à la suite d'allégations de crimes de guerre à Kisangani en mai 2002. En 2003, il est nommé Coordonnateur adjoint de la Sécurité par le RCD.
Contre toute attente, il n'est ni ministre ni parlementaire dans les institutions de la transition. Il quitte provisoirement le devant de la scène politique pour entreprendre une carrière d'avocat à Goma. Il accepte néanmoins de jouer le rôle de porte-parole de la Communauté Congolaise Rwandophone de décembre 2004 à juin 2006.
Il est nommé Vice-ministre de l'Intérieur chargé de la Sécurité et de l'Ordre public d'octobre 2006 à février 2007. Il participe à la Conférence de Goma  en 2008. En juillet 2009, il est nommé Secrétaire Général adjoint du RCD chargé de l'organisation.
Me Hitima a été élu batonnier du barreau du Nord-Kivu le 23 Octobre 2022. Il est décédé à Goma dans la nuit du 29 au 30 juillet 2024 des suites d'une longue maladie ACP felicien,.